# Télévision en Argentine

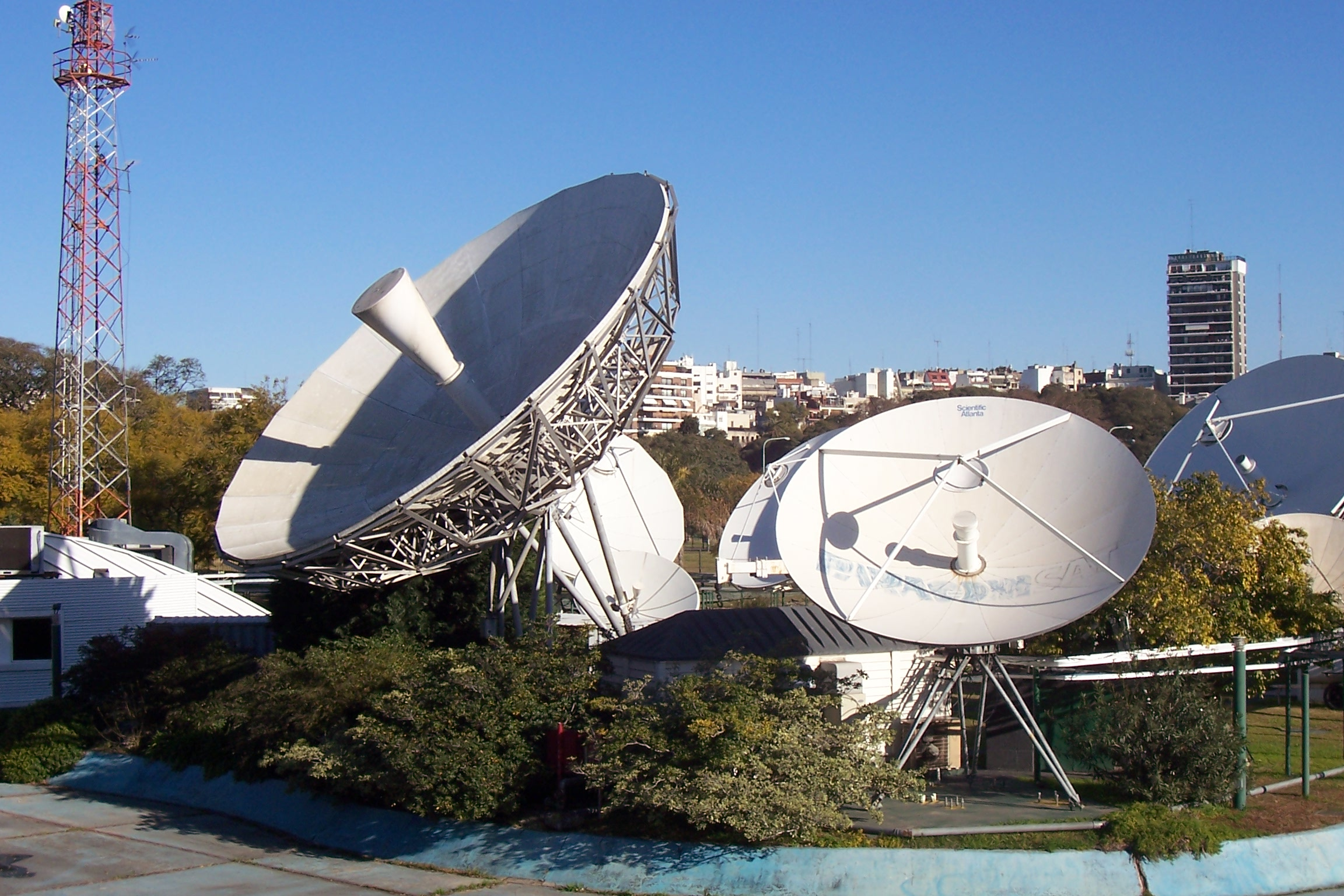
Installations de Canal 7 à Buenos Aires.

Les débuts de la télévision en Argentine remontent à 1951 avec l'inauguration de la chaine Canal 7 ou TV Pública.
La télévision en couleurs n'a été diffusée qu'à partir de 1978.
La diffusion par câble augmente régulièrement depuis ses débuts en 1965, le réseau câblé représente le troisième réseau dans le monde, et atteint 78 % de la population.

## Principales chaines
Diffusion, chiffres d'octobre 2013: 
| Position | Chaine               | Groupe                            | part d'audience (%) |
| -------- | -------------------- | --------------------------------- | ------------------- |
| 1        | Telefe               | Telefónica                        | 8,3 %               |
| 2        | El Trece             | Grupo Clarín                      | 8,3 %               |
| 3        | América TV           | Multimedios América               | 4,9 %               |
| 4        | Canal 9              | Prime Argentina S.A.              | 4,7 %               |
| 5        | TV Pública Argentina | Radio y Televisión Argentina S.E. | 3,0 %               |